# Trójkąt ostrzegawczy

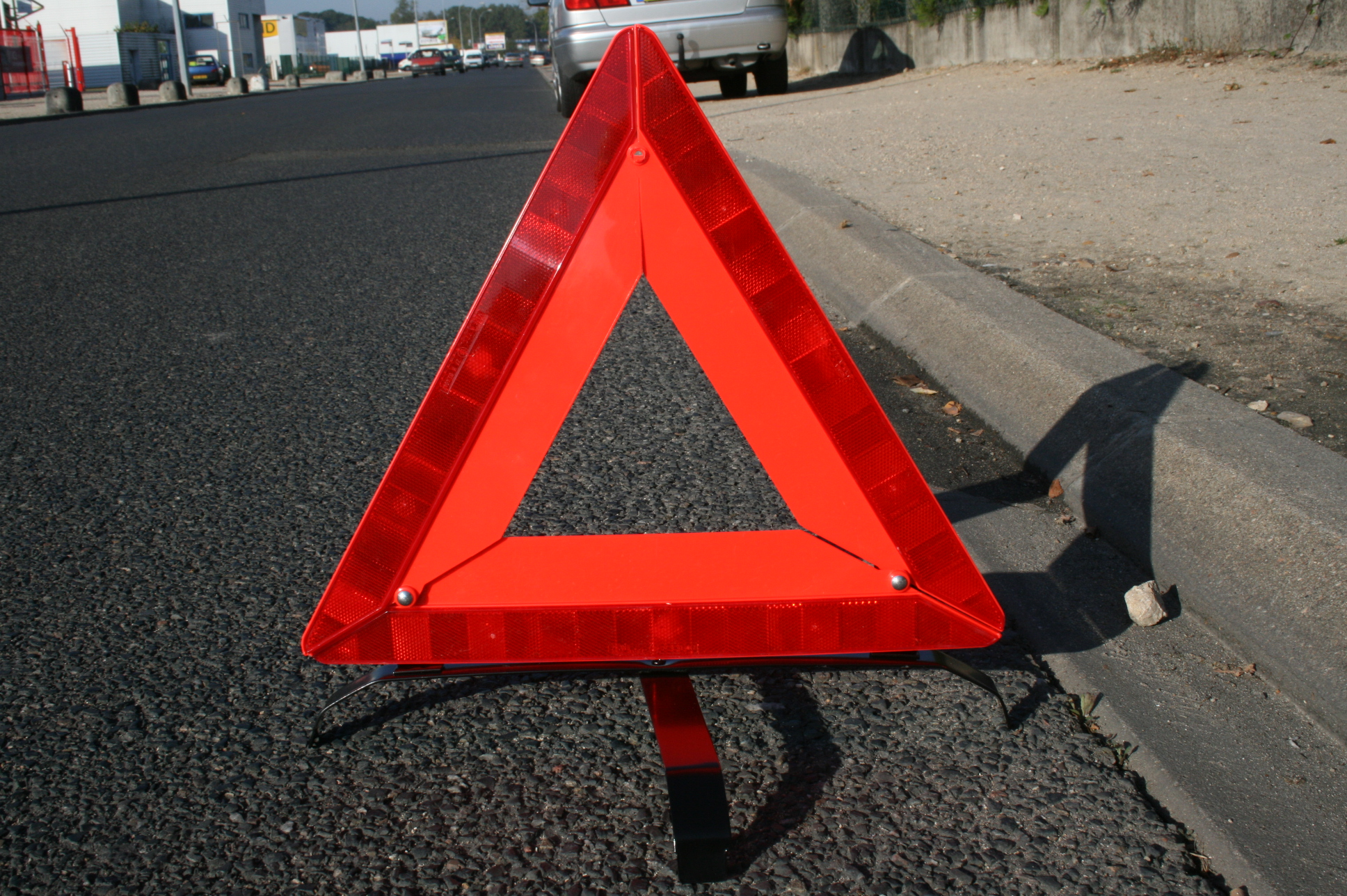
Trójkąt bezpieczeństwa ustawiony za pojazdem

Trójkąt ostrzegawczy (trójkąt awaryjny, trójkąt bezpieczeństwa, trójkąt odblaskowy) − odblaskowy trójkąt ustawiany na drodze za zepsutym pojazdem albo zakładany z tyłu zepsutego pojazdu, aby zapobiec najechaniu na ten pojazd. Trójkąt ostrzegawczy wchodzi w Polsce w skład wyposażenia obowiązkowego pojazdu samochodowego z wyjątkiem motocykla jednośladowego.
W myśl Prawa o ruchu drogowym (art. 50) postój pojazdu silnikowego lub przyczepy z powodu uszkodzenia lub wypadku należy sygnalizować w sposób następujący:
- na autostradzie lub drodze ekspresowej – przez:
  - włączenie świateł awaryjnych pojazdu, a jeżeli pojazd nie jest w nie wyposażony, należy włączyć światła pozycyjne,
  - umieszczenie ostrzegawczego trójkąta odblaskowego w odległości 100 m za pojazdem; trójkąt ten umieszcza się na jezdni lub poboczu, odpowiednio do miejsca unieruchomienia pojazdu;
- na pozostałych drogach:
  - poza obszarem zabudowanym – przez umieszczenie w odległości 30–50 m za pojazdem ostrzegawczego trójkąta odblaskowego i włączenie świateł awaryjnych; w razie gdy pojazd nie jest wyposażony w światła awaryjne, należy włączyć światła pozycyjne,
  - na obszarze zabudowanym – przez włączenie świateł awaryjnych, a jeżeli pojazd nie jest w nie wyposażony, należy włączyć światła pozycyjne i umieścić ostrzegawczy trójkąt odblaskowy za pojazdem lub na nim, na wysokości nie większej niż 1 m[2].